# Montagne d'Arandas
La montagne d'Arandas est une montagne et un plateau du massif du Jura, dans la région du Bugey, dans l'Ain, en France. Elle constitue une partie de la rive gauche de la cluse des Hôpitaux. Culminant à 874 mètres d'altitude au Golet Genon, elle se présente sous la forme d'un plateau bosselé boisé où se trouve le village d'Arandas dont le territoire communal couvre tout le plateau sommital. Elle est prolongée au nord par la montagne de Suerme.